# Космос-2378
Космос-2378 је један од преко 2400 совјетских вјештачких сателита лансираних у оквиру програма Космос.
Космос-2378 је лансиран са космодрома Плесецк, Русија, 8. јуна 2001. Ракета-носач Космос је поставила сателит у орбиту око планете Земље. 